# Super Mario World (serie de televisión)
Super Mario World (español: El mundo de Super Mario) es una serie animada de televisión vagamente basada en el videojuego de Super NES homónimo. Fue la tercera y, hasta ahora, la última serie de dibujos basada en los videojuegos de Super Mario Bros. de NES y Super NES. La serie se emitió en la cadena Nickelodeon. Sólo se emitieron trece episodios debido a la cancelación de Captain N: The Game Master por parte de Nickelodeon.

## Formato
La serie centrada en Mario, Luigi y la Princesa Peach Toadstool, que ahora vive en Dinosaur Land (a veces también llamado Dinosaur World) con Yoshi, que aparecía en el programa como un dinosaurio infantil curioso con un gran apetito y fobias varias. King Koopa (Bowser) y los Koopalings también aparecían tras haber seguido a Mario, Luigi y a la Princesa Peach a Dinosauriolandia. 
A diferencia del juego, Dinosaur Land estaba habitado por los cavepeople, incluyendo un preadolescente niño cavernícola nombre Oogtar, en lugar del papel de Toad. Algunos episodios giraban en torno a Mario tratando de mostrar un invento moderno a los cavepeople para hacer su vida más fácil, mientras que los Koopas trataban de usarlo para el mal. No está claro si los personajes habían viajado atrás en el tiempo (en el episodio "Rock TV", el Rey Koopa menciona que "no hay televisión aquí, en la Edad de Piedra, [porque] no se ha inventado todavía"), o si Dinosaur Land era simplemente un "valle perdido"-isla al que los personajes que habían llegado (en el flashback "Mama Luigi", Luigi simplemente menciona que él y los otros vinieron a Dinosaur Land, sin mencionar viajes en el tiempo).
Fue emitida, por primera vez, los sábados por la mañana en la NBC durante la temporada 1991-1992. El último año la cadena programó un bloque de dibujos animados antes del lanzamiento de la edición de los sábados de Today. Fue incluido en un espacio de media hora con una versión acortada de Capitan N: The Game Master titulada Captain N & The New Super Mario World (también titulada erróneamente Captain N & Super Mario Bros. World en los anuncios publicitarios). Los episodios de Super Mario World fueron reemitidos más tarde dentro del paquete Captain N and the Video Game masters. Más tarde la serie fue separada del Capitán N y reemitida en Mario All-Stars. En Reino Unido, sin embargo, el programa se seguía emitiendo como Captain N & The New Super Mario World.
Al contrario que las anteriores dos series animadas de Mario, esta no tuvo una amplia distribución en VHS en la región NTSC, ya que sólo se distribuyó el especial de Navidad de 1996 titulado Super Mario Bros. Super Christmas Adventures. Por el contrario se distribuyeron dos cintas de vídeo para la región PAL en Reino Unido. Años más tarde se puso a la venta en formato DVD en Australia.
Es la que menos duración ha tenido de las tres series animadas de Mario americanas.

## Diferencias sobre las series del videojuego
Las aventuras tienen lugar en Dinosaur World donde vive Yoshi con un cavernícola preadolescente llamado Oogtar. Además, Yoshi's Island está habitada por cavernícolas en lugar de Yoshis. Varios nombres fueron cambiados: Bosque de la Ilusión, fue llamado el Bosque Encantado, y Vanilla Dome fue denominado Lava Pits. Además, los enemigos que aparecen en el juego rara vez conservaron sus nombres del juego (Bowser se llamaba King Koopa). Mario, Luigi y la princesa retuvieron sus diseños originales de NES: mono rojo y verde para Mario y Luigi, y el pelo rojo para la princesa.

## Controversia
Algunos episodios de Super Mario World también se puede ver como un comentario de las cuestiones sociales, tales como las bandas callejeras ("Born to Ride"), la adicción ("TV Rock"), el acoso en la escuela ("A Little Learning") y la obesidad ("King Koopa Scoopa").
El programa también tuvo varios episodios, como "La Cosa Wheel" y "Party Line", que trata de la introducción y las consecuencias de la introducción de nuevos conceptos y tecnologías a los demás sin pensar en el futuro, en este caso, la gente de la ciudad de cueva-Dome.

## Doblaje
| Personaje      | Actor de voz        | Actor de voz    | Actor de voz       |
| Personaje      | Inglés              | Latino          | Español            |
| Mario          | Walker Boone        | Víctor Mares    | J. Ignacio Latorre |
| Luigi          | Tony Rosato         | Manuel Cabral   | Juan Miguel Díez   |
| Princesa Peach | Tracey Moore        | Rocío Robledo   | Mamen Rivera       |
| Oogtar         | John Stocker        | Marcela Bordes  | Mamen Rivera       |
| Yoshi          | Andrew Sabiston     | Carlos Carrillo | Esperanza Gracia   |
| Bowser         | Harvey Atkin        | Leonardo Araujo | Vicente Gil        |
| Larry          | James Rankin        | Víctor Mares    | Carlos Sianes      |
| Roy            | Dan Hennessey       | Manuel Cabral   | Ángel del Río      |
| Morton         | Gordon Masten       | Carlos Carrillo | Sergio Mesa        |
| Wendy          | Tabitha St. Germain | Rocío Gallegos  | Lidia Camino       |
| Iggy           | Tara Strong         | ¿?              | Esperanza Gracia   |
| Lemmy          | Stuart Stone        | ¿?              | Mamen Rivera       |
| Ludwig         | Michael Stark       | ¿?              | Daniel Oliver      |

## Emisión
- Estados Unidos
  - NBC (1991-1992)
  - Family Channel (1992-1995)
  - syndication (1992-1994)
  - USA Network (1995-1997)
  - PAX Network (1999-2005)

- El Salvador
  - TCS Canal 6 (1997-2007)
  - TCS Canal 2 (2007)
  - Grupo Megavision Canal 19 (2009-2011)

- Reino Unido
  - CITV (1991-2007)
  - Channel 4
  - POP! (2004)
  - ITV1 (2006)
  - BBC Two (2007-present) (luego con Danger Mouse y Los Picapiedras)

- Finlandia
  - YLE, YLE FST5
  - Nickelodeon

- Suecia
  - SVT

- Chile
  - Canal 13 (1999-2001)
  - Megavisión (1993)
  - Etc...TV (2014)
  - CHV
- Canada
  - Global Television Network
- Japón
  - TV Tokyo
  - Cartoonito

- Perú
  - Panamericana Televisión (1993-1994)
  - América Televisión
  - Red TV

- México 
  - ZAZ (1993-1994)
- Italia
  - Italia 1 (1991)
  - Fox Kids (1992-2004)
- España
  - Telecinco (1990)
  - KidsCo (2011)

- Croacia
  - RTL 2
  - Cartoon Network (1993-1995,1999,2003-2006)
  - Boomerang (2006-2009/2011,2014-)

- Costa Rica
  - Repretel
  - Teletica

- Paraguay
  - Paravisión
  - canal 13

- Uruguay
  - Monte Carlo TV
  - Saeta TV Canal 10

- Colombia
  - RCN

- República Dominicana
  - Telesistema
  - Color Visión
  - Antena Latina

- Guatemala
  - Guatevision
  - Canal 3

- Botsuana
  - Boing

- Guinea Ecuatorial
  - TVGE

## Créditos de la serie
Escritores:
- Phil Harnage (4 episodios)
- Martha Moran (3 episodios)
- Brooks Wachtel (2 episodios)
- Eleanor Burian-Mohr (1 episodio)
- Frank Ridgeway (1 episodio)
- George Shea (1 episodio)
- Jack Hanrahan (1 episodio)
- Kristofor Brown (1 episodio)
- Paul Dell (1 episodio)
- Perry Martin (1 episodio)
- Steven Weiss (1 episodio)